# Uropterygius kamar
Uropterygius kamar es una especie de pez de la familia de los morénidas en el orden de los Anguilliformes.

## Morfología
Los machos pueden llegar a alcanzar los 37 cm de longitud total.

## Distribución geográfica
Se encuentran en Sudáfrica, las Islas Marshall y Palau.